# レイキャヴィーク市長
レイキャビク市長 (アイスランド語: Borgarstjóri Reykjavíkur) は、アイスランドの首都であるレイキャヴィーク（レイキャビク）市の首長。
1932年から1994年まで、中道右派独立党の一党支配であった。

## 一覧
| 氏名                                           | 着任           | 離任           | 政党         |
| ---------------------------------------------- | -------------- | -------------- | ------------ |
| ポール・エイナルソン                           | 1908年5月7日   | 1914年5月7日   | N / A        |
| クヌード・ジムゼン                             | 1914年5月7日   | 1932年12月30日 | N / A        |
| ジョン・ソールラクソン                         | 1932年12月30日 | 1935年3月20日  | 保守党       |
| ピーター・ハルドールソン                       | 1935年3月20日  | 1940年11月26日 | 独立党       |
| ビャルニ・ベネディクトソン                     | 1940年11月26日 | 1947年2月10日  | 独立党       |
| グンナー・トーロッドセン                       | 1947年2月10日  | 1959年11月19日 | 独立党       |
| エイズン・エイズンス                           | 1959年11月19日 | 1960年10月6日  | 独立党       |
| ゲイル・ハトルグリムソン                       | 1959年11月19日 | 1972年12月1日  | 独立党       |
| サプライヤー・イスリーフル・グンナルソン       | 1972年12月1日  | 1978年8月15日  | 独立党       |
| エギル・インギベルクソン                       | 1978年8月15日  | 1982年5月27日  | 無所属       |
| ダヴィード・オッドソン                         | 1982年5月27日  | 1991年7月16日  | 独立党       |
| マーク・オーン・アントンソン                   | 1991年7月16日  | 1994年3月17日  | 独立党       |
| アルニ・シグフソン                             | 1994年3月17日  | 1994年6月13日  | 独立党       |
| インギビユル・ソールン・ギルスラドティ         | 1994年6月13日  | 2003年2月1日   | 無所属       |
| ソロウフル・アルナソン                         | 2003年2月1日   | 2004年11月30日 | 無所属       |
| ステイヌン・ヴァルディス・オスカルスドティ     | 2004年11月30日 | 2006年6月13日  | 無所属       |
| ウィリアム・ソルムンドゥル・ヴィルヒャルムソン | 2006年6月13日  | 2007年10月16日 | 独立党       |
| デイ・ベルグソルソン・エガルトソン             | 2007年10月16日 | 2008年1月24日  | 社会民主同盟 |
| オラフ・フレデリック・マグナソン               | 2008年1月24日  | 2008年8月21日  | 自由党       |
| ハンナ・ビルテナ・クリスティンスドティ         | 2008年8月21日  | 2010年6月15日  | 独立党       |
| ヨン・ナール・クリスティンソン                 | 2010年6月15日  | 2014年6月15日  | ベスト党     |
| デイ・ベルグソルソン・エガルトソン             | 2014年6月16日  | 現職           | 社会民主同盟 |